# Gadomiec-Jędryki
Gadomiec-Jędryki – wieś w Polsce położona w województwie mazowieckim, w powiecie przasnyskim, w gminie Krzynowłoga Mała. Ma status sołectwa.
| SIMC    | Nazwa            | Rodzaj     |
| ------- | ---------------- | ---------- |
| 0512272 | Gadomiec-Trojany | przysiółek |

W latach 1975–1998 miejscowość administracyjnie należała do województwa ostrołęckiego.